# Friedrich-Wilhelm Lübke
Friedrich-Wilhelm Lübke (25 de agosto de 1887 – 16 de outubro de 1954) foi um político alemão e ministro-presidente do estado de Schleswig-Holstein.

## Vida
Friedrich Wilhelm Lübke – filho de Friedrich-Wilhelm Lübke (1855–1902) e Karoline Lübke, nascida Becker (1859–1922) – era o irmão mais velho do presidente federal Heinrich Lübke (1894–1972). Seu pai trabalhava como sapateiro e, em atividade secundária, como agricultor. Friedrich Wilhelm Lübke foi para o mar já aos treze anos de idade. Obteve a licença de timoneiro e, em 1913, a licença de capitão para Grande Navegação. Lübke publicou suas experiências em narrativas sobre a vida no mar. Durante a Primeira Guerra Mundial, serviu como Tenente da Marinha na 1ª Flotilha de U-boots. Como a frota mercante teve de ser dissolvida após o Tratado de Versalhes de 1919, Lübke comprou uma fazenda em Augaard, ao sul de Flensburg, onde trabalhou como agricultor de 1922 até sua morte. A partir de 1925, Lübke atuou em posições de liderança em organizações político-econômicas de associações de agricultores. Ele desempenhou um papel fundamental na criação de 500 assentamentos agrícolas.  
Durante a Segunda Guerra Mundial, Lübke serviu de 1942 a 1945 com a patente de Kapitänleutnant como chefe de departamento em Aarhus/Dinamarca. Após 1945, participou da fundação da CDU em Schleswig-Holstein, sendo seu presidente estadual de 1951 a 1954. Como administrador distrital do distrito de Flensburg-Land – cargo que ocupou de fevereiro de 1946 até sua eleição como primeiro-ministro em junho de 1951 – Lübke esteve envolvido na refundação, em 1946, da Associação para Educação de Adultos e Biblioteconomia, que hoje se chama Deutscher Grenzverein. Em 3 de setembro de 1946, foi eleito presidente da associação. Nessa função, tentou conter a influência da minoria dinamarquesa em Südschleswig por meio do trabalho cultural e social.  
Friedrich Wilhelm Lübke era casado e teve três filhos.  
1. ↑  Walter Lohmann, Hans H. Hildebrand. Die deutsche Kriegsmarine 1939–1945. Coleção em três volumes. O.O. 1956. Volume II, Capítulo principal XI, p. 1 e seg.
2. ↑  Deutscher Grenzverein für Kulturarbeit im Landesteil Schleswig: Kulturarbeit in einem Grenzland. Fünfjahresbericht des Deutschen Grenzvereins für Kulturarbeit im Landesteil Schleswig. Flensburg 1958, s.p.